# Singularidad de Prandtl-Glauert

Esquema del fenómeno

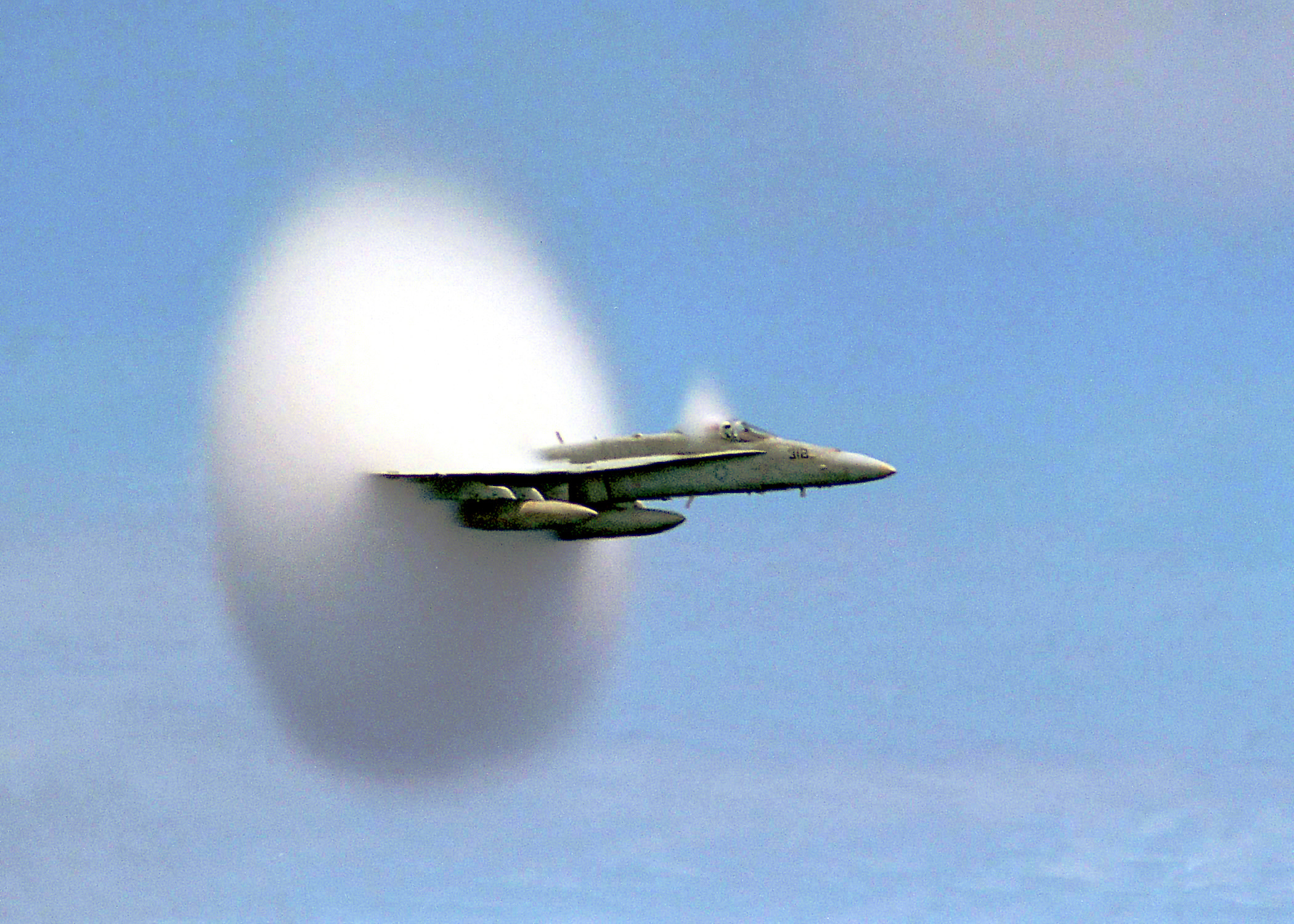
F/A-18 evidenciando el efecto de la singularidad

La singularidad de Prandtl-Glauert es un punto en el que ocurre una caída súbita de la presión del aire y se considera generalmente como la causa de la nube de condensación visible que aparece cuando un avión atraviesa la barrera del sonido (aunque todavía existe controversia sobre su causa[cita requerida]). Se trata de un ejemplo de singularidad matemática en aerodinámica.
Si la humedad del aire es suficiente, cuando un objeto alcanza la velocidad del sonido se produce una variación extrema de presión, la cual puede producir la condensación del vapor de agua presente en el aire.

Efecto de la singularidad visto en la prueba BAKER de la Operación Crossroads